# Association nationale pour les transports éducatifs de l'enseignement public
 (mars 2019).
L'Association nationale pour les transports éducatifs de l'enseignement public (ANATEEP), est une association loi de 1901 créée en 1964, puis reconnue comme association complémentaire de l'enseignement public depuis 1990. Elle a pour objet de développer et de promouvoir la sécurité, la qualité et la gratuité du transport scolaire, et plus globalement le  transport collectif de jeunes.

## Historique
- 19 mars 1964 : Dépôt des statuts de l'Association Nationale pour le Ramassage et le Transport des Elèves de l'Enseignement Public (ANARTEEP)[3].
- 17 juillet 1966 : L'ANARTEEP devient l'ANATEEP (Association NAtionale pour le Transport des Elèves de l'Enseignement Public)[4].
- Avril 1968 : Publication du 1er numéro de sa revue trimestrielle intitulée "Transports scolaires"[5], puis renommée "Transports scolaires, éducatifs et culturels" en 1983.
- 1985 : L'ANATEEP devient l'Association Nationale pour les Transports Educatifs de l'Enseignement Public[6].
- 1886 : Dans le cadre de l'année européenne de la Sécurité Routière, l'ANATEEP organise sa 1re Campagne nationale annuelle d'éducation à la sécurité "Sortir Vite, traverser mieux" (avec exercices d'évacuation de car[7]), qui deviendra "Transport attitude" en 2007[8],[9].
- 1989 : Organisation du 1er colloque européen de l'ANATEEP à Paris en présence de MM. Michel Delebarre et Georges Sarre sur le thème "La sécurité dans les transports scolaires"[10].
- 2019 : L'association a 55 ans d'existence[11].

## Les différents sièges de l'ANATEEP
- 1964 : 7, rue de Villersexel, 75007 Paris[12] (siège de la FCPE)
- 1966 : 10, rue de Solférino, 75007 Paris
- 1967 : 35, rue de Bellechasse, 75007 Paris
- 1969 : 23, rue Notre-Dame-de-Lorette, 75009 Paris
- 1982 : 27, rue Clauzel, 75009 Paris[13]
- 1989 : 8, rue Édouard-Lockroy, 75011 Paris[14] (adresse actuelle)

## Les Présidences de l'ANATEEP
- Robert Bailly (de 1964 à 1966)
- Edmond Desouches (de 1966 à 1972)
- Georges Lamousse (de 1972 à 1987)
- Lucien Delmas (de 1987 à 1988)
- Roland Grimaldi (de 1988 à 1998)
- Daniel Henriot (de 1998 à 2003)
- Jean-Claude Frécon (de 2003 à 2015)
- Nicole Bonnefoy (de 2016 à 2023)
- Florence Blatrix-Contat (depuis 2023)[15]